# Saint-Sauveur-Lendelin
Saint-Sauveur-Lendelin è un comune francese di 1 753 abitanti situato nel dipartimento della Manica nella regione della Normandia.

## Società

### Evoluzione demografica
Abitanti censiti